# Samuel Page
Samuel Page (* 5. November 1976 in Whitefish Bay, Wisconsin als Samuel L. Elliott) ist ein US-amerikanischer Schauspieler.

## Leben und Karriere
Page besuchte die Whitefish Bay High School, wo er in seiner Jugend Kapitän der Fußball- und Basketballmannschaft war. Des Weiteren besuchte Samuel Page die Princeton University. Dort machte er einen Bachelor of Arts in Ökologie und Evolutionsbiologie.
Nach Abschluss seines Studiums beschloss Page Schauspieler zu werden, obwohl er keinerlei Erfahrungen auf diesem Gebiet hatte.
Während er in Los Angeles war, trat er in vielen Fernsehserien auf, darunter Undressed und Eine himmlische Familie. Später ging er nach New York City, wo er fast ein Jahr die Rolle des James „Trey“ Kenyon in All My Children spielte.
Weitere wiederkehrende Rollen hatte er in CSI: Miami, Total Genial und Point Pleasant. Eine größere Rolle hatte er 2010 in Desperate Housewives als Marcia Cross’ Stiefsohn Sam Allen. Im gleichen Jahr spielte er in vier Folgen von Gossip Girl die Rolle des Colin Forrester. 2014 spielte er in der Netflix-Serie House of Cards die Rolle des Medienberaters für Claire Underwood. Seit 2017 ist er in der Freeform-Serie The Bold Type – Der Weg nach oben in der Rolle des Firmenanwalts Richard Hunter zu sehen.

## Filmografie (Auswahl)
- 1999: Popular (Fernsehserie, drei Folgen)
- 1999–2000: Eine himmlische Familie (7th Heaven, Fernsehserie, drei Folgen)
- 2000: Undressed – Wer mit wem? (Undressed)
- 2001: Brotherhood - Die Macht des Blutes
- 2002–2003: All My Children (Fernsehserie, drei Folgen)
- 2003–2004: American Dreams (Fernsehserie, zwölf Folgen)
- 2005: CSI: Miami (Fernsehserie, Folge 4x03)
- 2005: Point Pleasant (Fernsehserie, 13 Folgen)
- 2006–2007: Shark (Fernsehserie, 22 Folgen)
- 2008–2012: Mad Men (Fernsehserie, 9 Folgen)
- 2009: CSI: NY (Fernsehserie, Folge 5x19)
- 2009: Melrose Place (Fernsehserie, Folge 1x04)
- 2010: Desperate Housewives (Fernsehserie, 7 Folgen)
- 2010: Gossip Girl (Fernsehserie, 4 Folgen)
- 2010: Castle (Fernsehserie, Folge 3x10)
- 2010: Greek (Fernsehserie, 4 Folgen)
- 2011: Lie to Me (Fernsehserie, Folge 3x10)
- 2011: Up All Night (Fernsehserie, Folge 1x06)
- 2012–2015: Switched at Birth (Fernsehserie, 9 Folgen)
- 2012: The Client List (Fernsehserie, Folge 1x02)
- 2012: Last Resort (Fernsehserie, Folge 1x09)
- 2013: Scandal (Fernsehserie, Folge 2x15)
- 2013: Dr. Dani Santino – Spiel des Lebens (Necessary Roughness, Fernsehserie, 2 Folgen)
- 2014: House of Cards (Fernsehserie, Folge 2x05)
- 2014: The Mindy Project (Fernsehserie, Folge 2x22)
- 2015: Stalker (Fernsehserie, Folge 1x14)
- 2015: Selfless – Der Fremde in mir (Self/less)
- 2016: Unbreakable Kimmy Schmidt (Fernsehserie, Folge 2x07)
- 2017–2021: The Bold Type – Der Weg nach oben (The Bold Type, Fernsehserie, 42 Folgen)
- 2017: Ein Prinz zu Silvester (Royal New Year’s Eve, Fernsehfilm)
- 2017: Mr. Christmas (The Perfect Christmas Present, Fernsehfilm)
- 2021: Joy for Christmas – Viel Gutes zu Weihnachten
- 2022: Verlorene Liebe (Brazen)
- 2023: Grey’s Anatomy (Fernsehserie, Folge 19x17)